# Меньшиков, Леонид Емельянович
Леонид Емельянович Меньшиков (20 февраля 1916, Мангала — 5 августа 2004, Киев, Украина) — советский офицер, Герой Советского Союза.

## Биография
Родился 20 февраля 1916 года в селе Мангала Мариинского уезда Томской губернии (ныне — территория Боготольского района Красноярского края) в крестьянской семье. Русский. Получил начальное образование. Работал в городе Ачинске.
В 1937 году призван в ряды Красной Армии. В 1939 году окончил курсы младших лейтенантов. В 1940 году демобилизован по состоянию здоровья. В 1941 году добровольцем ушёл на фронт. На фронтах Великой Отечественной войны с декабря 1941 года. К сентябрю 1943 года лейтенант Л. Е. Меньшиков командовал взводом 82-миллиметровых миномётов 69-й механизированной бригады 9-го механизированного корпуса 3-й гвардейской танковой армии Воронежского фронта. Особо отличился в битве за Днепр.
В ночь на 22 сентября 1943 года лейтенант Л. Е. Меньшиков около села Зарубинцы Переяслав-Хмельницкого района Киевской области (ныне затоплено водами Каневского водохранилища) в числе первых преодолел Днепр. Вместе со стрелковыми подразделениями взвод овладел небольшим плацдармом, что создало подразделениям бригады благоприятные условия для форсирования реки. Своим огнём Л. Е. Меньшиков уничтожил миномётную 81-миллиметровую батарею противника вместе с обслуживающим персоналом. После этого своим огнём прикрывал переправу, обеспечивая возможность советским войскам без потерь высадиться на правом берегу Днепра.
Указом Президиума Верховного Совета СССР от 17 ноября 1943 года за мужество и героизм, проявленные при форсировании Днепра и удержании плацдарма на его правом берегу, лейтенанту Леониду Емельяновичу Меньшикову присвоено звание Героя Советского Союза с вручением ордена Ленина и медали «Золотая Звезда» (№ 2084).
Член ВКП(б) с 1944 года. С 1947 года старший лейтенант Л. Е. Меньшиков в запасе. Жил в Киеве, умер 5 августа 2004 года. Похоронен в Киеве на Байковом кладбище.

## Награды
- Медаль «Золотая Звезда»;
- орден Ленина;
- орден Отечественной войны 1-й степени;
- орден Отечественной войны 2-й степени;
- орден Красной Звезды;
- медали.